# 木更津かんらんしゃパークKISARAPIA
木更津かんらんしゃパークKISARAPIA（きさらづかんらんしゃパークキサラピア、英:Kisarazu Kanransha Park Kisarapia、略:キサラピア）は、千葉県木更津市金田東2丁目10番1にある三井アウトレットパーク木更津に隣接した遊園地。

## 概要
千葉県の東京湾アクアライン接岸地である木更津市金田東地区に2016年（平成28年）7月1日、高さ60メートルの観覧車を有するアミューズメント施設としてグランドオープンした。三井アウトレットパーク木更津と隣接しており、集客の相乗効果に期待されている。入場は無料。個々のアトラクションに料金が設定されている。
木更津港（東京湾）を一望できる観覧車を含む八つのアトラクションがあるほか、手ぶらで行けるグランピング（キャンプ）・バーベキュー施設を備えた複合施設「WILD BEACH（ワイルドビーチ）」を併設。

## アトラクション

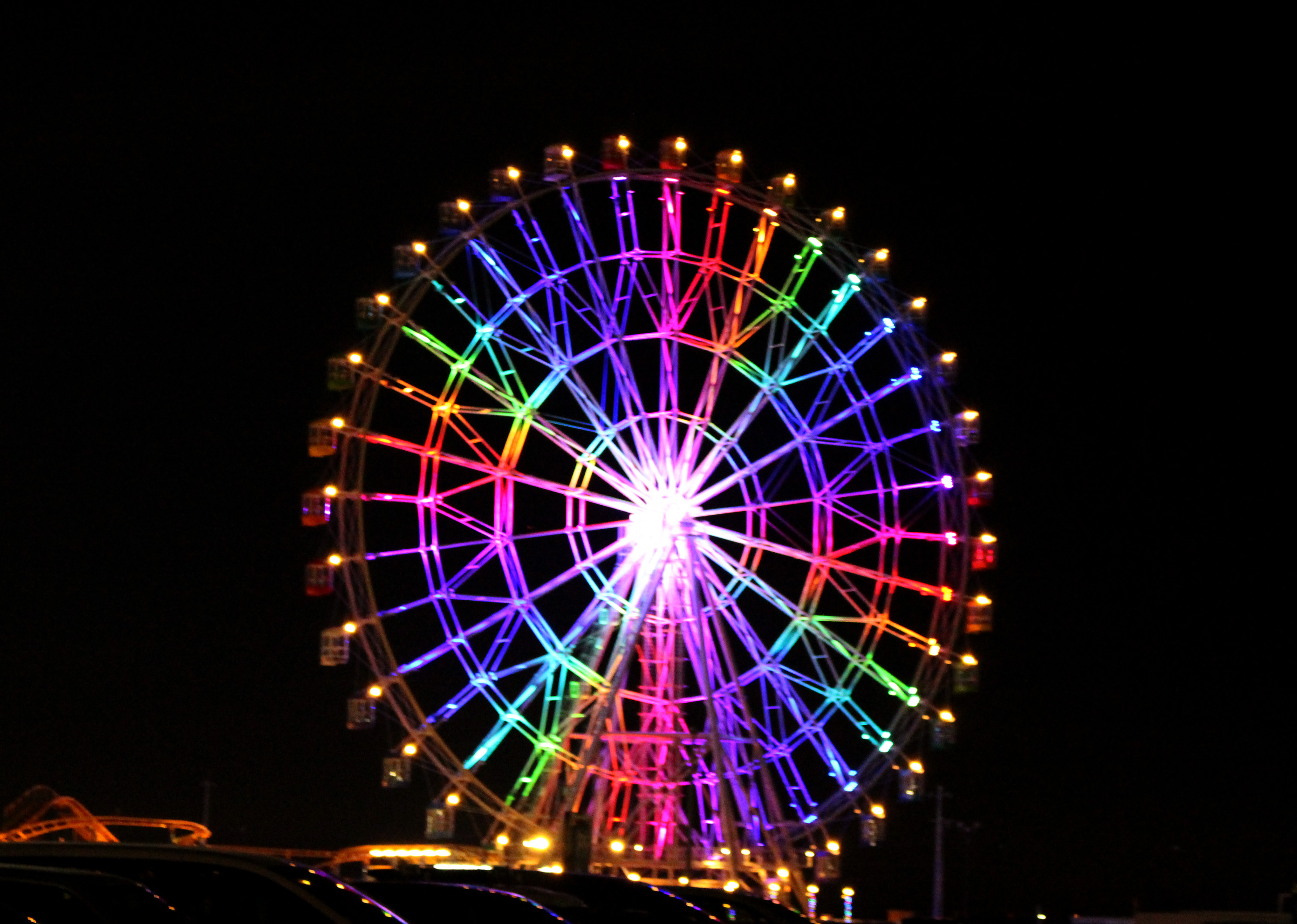
大観覧車のイルミネーション

アトラクションは、子供やペット、バリアフリーに配慮されたファミリー向けが多い。
大観覧車
上空60メートルから東京湾やアクアライン、木更津の街を一望でき、天候が良ければ富士山も望むことができる。
全てのゴンドラには、タッチするだけで周辺の施設情報や歴史を知ることができる観光案内タブレット「観覧車ナビ」や冷暖房も完備し、車椅子のまま乗車出来るバリアフリー仕様になっている。シースルータイプのゴンドラは4基、ペットゴンドラを1基（ペットは無料）。夜にはフルカラーLEDのライトアップが夜景を演出する。
トゥモローコースター
ファミリーで利用できるコースター。身長95cm以上から利用できるので、コースターデビュー向け。
オーシャンスインガー
スリリングな回転ブランコ。夜にはイルミネーションでパークが華やかに彩られる。
ふわふわサイクリング
ペダルをこぐとプロペラが回転し、塔の周りを旋回しながら乗り物が上昇。
マーメイドパラダイス
イルカのライドに乗って2才から利用できる水流アトラクション。
ぐるり森大冒険
カード迷路。迷路を進みながら「なぞ解き」に挑戦し、キャラクターカードをゲット。モンスターとのカードバトルで、オリジナルグッズを獲得できる迷路アトラクション。
4D-KING
360°超立体シアター。360度全周囲張り巡らされたスクリーンに、特殊効果をふんだんに盛り込んだオリジナルストーリー映像が映し出される。
トレジャーコレクション
宝石や化石を探し出すアトラクション。
ダウンタウン
カーニバルゲーム。縁日気分を満喫できる。
キディライド
人気のキャラクターや乗り物など。

## マスコットキャラクター
マスコットキャラクターとして、狸と観覧車を掛け合わせたキャラクター「キサラまる」がいる。

## WILD BEACH

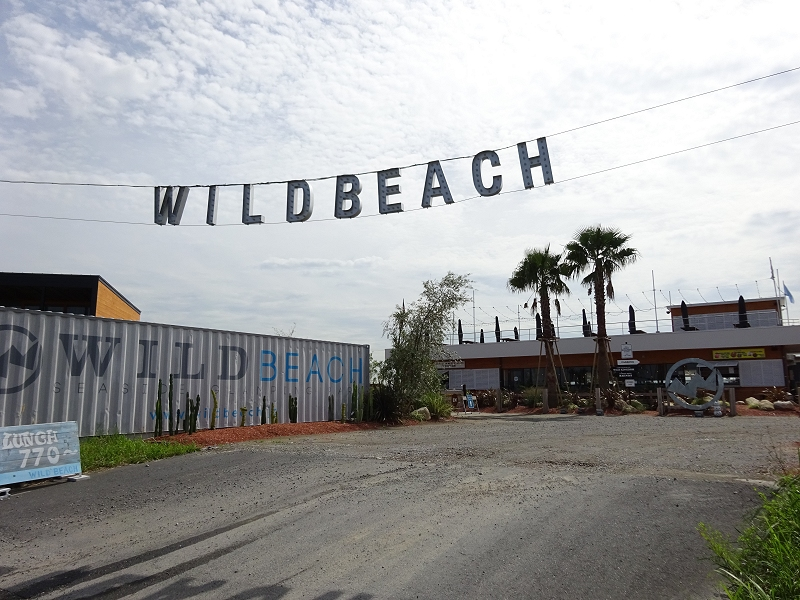
ワイルドビーチ

WILD BEACH KISARAZU SEASIDE GLAMPING PARK（ワイルドビーチ木更津シーサイドグランピングパーク）は、RECREATIONS株式会社が運営しているキサラピア併設の複合施設。通称、WILD BEACH。
2haほどの敷地にアメリカ合衆国のウエスト・コーストをイメージし、グランピングが楽しめる。
キャッチコピーは「もう今迄のアウトドアには戻れない。」。もっと「手軽に」「優雅に」「スタイリッシュに」をコンセプトにしている。
- Wild Kingdom - 西海岸ヴィンテージテイストのキャンプ＆バーベキュー
- RHINOS - アメリカンモーテルスタイルのキャンピングホテル
- THE BEACH 77 - 770トンの砂浜が広がるグリルスペシャリティレストラン

## 交通

### 自動車
- 東京・神奈川方面から：東京湾アクアライン「木更津金田IC」から5分
- 千葉・館山方面から：東京湾アクアライン連絡道「木更津金田IC」から5分
- 駐車場 無し

### 公共交通機関
- JR東日本「袖ヶ浦駅」下車、バス約10分（「三井アウトレットパーク 木更津」下車徒歩5分）
- JR東日本「巌根駅」下車、バス約15分（「三井アウトレットパーク　木更津」下車徒歩5分）
- JR東日本「木更津駅」下車、バス約20分（「キサラピア」下車すぐ）
- JR東日本「東京駅」から高速バス45分（「三井アウトレットパーク 木更津」下車徒歩5分）
- JR東日本「横浜駅」から高速バス42分（「三井アウトレットパーク 木更津」下車徒歩5分）
- ほか「浜松町駅」「川崎駅」「品川駅」「新宿駅」「池袋駅」「南町田グランベリーパーク駅」「町田駅」「相模大野駅」などからも高速バス（三井アウトレットパーク 木更津行）が運行している。

### 空港
- 成田国際空港より自動車で約1時間
  - 小湊鐡道バス、日東交通バスなどの高速バスも運行
- 東京国際空港より自動車で約20分
  - 高速バスも運行